# Megathopa villosa
Megathopa villosa là một loài bọ cánh cứng trong họ Bọ hung (Scarabaeidae).